# 格伦杜兰足球俱乐部
格伦杜兰足球俱乐部（Glentoran F.C.）是位於北愛爾蘭貝爾法斯特東部的足球會。球隊成立於1882年，以橢圓球場（The Oval）作為主場球場，現時在北愛爾蘭超級聯賽中作賽。球衣顏色為綠、紅及黑色。
格倫杜蘭最主要的敵對球隊是连菲特，兩者合稱為貝爾法斯特「兩大」（Big Two），於贝尔法斯特凯尔特人（Belfast Celtic）退出後，傳統上「兩大」幾乎完全支配北愛爾蘭的本土足球，兩隊於每年的拆禮物日安排上演一場聯賽大戰，通常是整個球季吸引最多球迷進場觀戰的比賽。

## 歷史
1882年兩支以奥米公园球场（Ormeau Park）作為主場的球隊历图菲尔德（Nettlefield）及奥克菲尔德（Oakfield）一同遭遇到財困，因此決定合併組成格倫杜蘭，於11月7日在愛爾蘭足球協會（Irish F.A.）註冊成立。1890年當愛爾蘭足球聯賽（Irish Football League）成立時，格倫杜蘭成為創始成員。1892年格倫杜蘭搬遷到橢圓球場（The Oval），一直使用到現在。連菲特贏得首三屆聯賽冠軍，1893/94年球季格倫杜蘭奪得首次聯賽冠軍，連菲特屈居亞軍兼「四連冠」夢碎，兩隊的敵對形勢逐漸加劇。

進入20世紀，格倫杜蘭於1900/01年贏得首次安特里姆郡盾（County Antrim Shield），翌年成功衛冕。橢圓球場於1903年進行重大改建，草坪作90度轉向，加建看台及更衣室，並在草坪外圍設有自行車跑道。1908/09年格倫杜蘭預備隊奪得安特里姆郡盾，於準決賽更是淘汰一隊才晉級決賽。 
1960年代末期格倫杜蘭前赴美國以「底特律美洲獅」（Detroit Cougars）名義協助建立北美足球聯賽（North American Soccer League）。
2005年4月23日格倫杜蘭在球季最後第二場比賽以3-2擊敗連菲特，致勝球是在93分鐘由前連菲特中鋒克里斯·摩根（Chris Morgan）射入，只要最後一場作客擊敗弱旅十字軍（Crusaders）即可奪得改為超級聯賽後首次聯賽錦標，賽後雙方球迷互相投擲火箭，更衝入球場草坪打作一團，需要防暴警察進場才恢復秩序，最終格倫杜蘭贏得冠軍。
2006年2月2日，在聯賽錄得7戰僅1勝的劣績，帶領格倫杜蘭長達8年的領隊莱伊·哥尔（Roy Coyle）宣佈下台，2月14日由保罗·米勒（Paul Millar）接任。格倫杜蘭的成績稍為改善，晉級愛爾蘭盃決賽對死對頭連菲特，雖然半場領先1-0，最後以1-2落敗屈居亞軍；更在聯賽作客溫沙公園球場對連菲特時被大炒0-6。連續兩年聯賽屈居連菲特之後僅得亞軍，保罗·米勒於2007年5月17日被辭退。格倫杜蘭隨即於5月24日委任莱伊·沃克（Roy Walker）為新領隊，但兩日後發覺沃克欠缺執教所需的歐洲甲級教練牌照，格倫杜蘭惟有提升主教練艾伦·麦当奴（Alan McDonald）擔任領隊。
在聯賽連續三年屈居連菲特之下成為「三連亞」後，2008/09年球季格倫杜蘭調整陣容，加入新球員，希望衝擊聯賽錦標。由於季初受天氣影響而有三場比賽需要改期，其中對班戈（Bangor）一場聯賽改於9月7日舉行，是愛爾蘭足球聯賽（Irish Football League）有史以來首次安排星期日比賽，格倫杜蘭小勝1-0。
格倫杜蘭以聯賽亞軍身份參加2008年塞坦塔體育頻道盃，分組賽與連菲特同組，主場先負0-2，但作客以4-1獲勝扳回一仗並重燃出線希望，分組賽最後一場格倫杜蘭主場以1-0擊敗（St. Patricks Athletic）壓倒連菲特以分組次名出線。10月13日準決賽作客愛爾蘭對兩屆冠軍（Drogheda United），1-0小勝首次晉級決賽，但有隊長保罗·李文（Paul Leeman）及入球球員贾森·希尔（Jason Hill）被罰紅牌離場，需要在決賽停賽。但決賽卻編排在對手科克城（Cork City）的主場特纳斯·克罗斯球场（Turner's Cross）舉行，格倫杜蘭在決賽只獲分派1,100張門票，有數以百計已支付旅費及住宿的格倫杜蘭支持者沒有門票，11月1日決賽，格倫杜蘭上半場領先1-0，但下半場連失兩球，以1-2不敵科克城屈居亞軍。

## 球迷基金
2003年3月格倫杜蘭的董事會通知控股公司「格倫杜蘭娛樂」（Glentoran Recreation Company Ltd.）的股東將要出售橢圓球場（The Oval）給一間名為吉羅那（Girona）的地產發展商，直到今日仍然未曾落實新球場的選址。一部分的球迷自願成立一個名為「留在東部」（Rest In East）的活動，希望格倫杜蘭能夠留在貝爾法斯特東部地區。球隊的董事會曾經建議搬遷到貝爾法斯特外圍一個名為甘贝尔（Comber）的小鎮附近，但為大部分支持者堅決反對。
2005年11月3日一個球迷討論區以417-0投票贊成成立「格倫杜蘭社區基金」（Glentoran Community Trust，簡稱GCT），基金於2006年5月15日正式成立，以勞資與友善團體（Industrial and Provident Society）方式在貝爾法斯特商業登記處（Registry of Companies Belfast）註冊，是北愛爾蘭成立的首個球迷基金。基金完全獨立於球隊，讓非股東的普通球迷有機會發表意見。
2008年1月29日「格倫杜蘭社區基金」的一名會員斯蒂芬·亨德森（Stephen Henderson）獲選加入格倫杜蘭的董事會，將球迷的聲音帶進董事會。

## 歐洲比賽
1914年格倫杜蘭奪得維也納盃（Vienna Cup），成為首支愛爾蘭乃至英倫三島贏取歐洲錦標賽的球隊，但由於這項競賽遠在歐洲足協成立前舉行，故此未獲應有的承認。
1962/63年球季格倫杜蘭首次踏足歐洲賽場，在博覽會盃面對薩拉戈薩（Real Zaragoza），主場0-2落後，次回合作客再負2-6，累計2-8出局。翌年對（Partick Thistle）亦累計1-7首圈止步。1964/65年球季在歐洲盃出戰（Panathinaikos），主場賽和2-2及作客2-3落敗被淘汰。翌年轉戰博覽會盃面對皇家安特卫普（Antwerp），作客0-1及主場3-3亦被淘汰。到了1966/67年球季在歐洲盃賽冠軍盃抽籤獲對（Rangers），首先在主場橢圓球場全滿的支持者前賽和1-1，但作客大敗0-4出局。
1967/68年球季格倫杜蘭再戰歐洲盃，第一圈對兩屆冠軍（Benfica），首回合先由格倫杜蘭在主場迎戰，在上半場初段時間獲判一個十二碼而領先，死守60分鐘後才被尤西比奧射入扳平1-1完場；次回合作客光明球場（Estádio da Luz），半職業的格倫杜蘭守和賓菲加0-0，賓菲加只能以作客入球優惠晉級下一圈，格倫杜蘭是這條新條例的首名被害者。
1973/74年球季格倫杜蘭連闖兩關殺入歐洲盃賽冠軍盃半準決賽對（Borussia Mönchengladbach），主客兩回合累計0-7被淘汰。四年以後在歐洲盃對抗（Juventus），主場僅負0-1，但作客大敗0-5而出局。1981/82年球季格倫杜蘭晉級歐洲盃第二圈對索非亞中央陸軍（CSKA Sofia），首回合作客先負0-2，次回合主場法定時間2-0領前，累計2-2需要加時，不幸在加時失球，累計2-3被淘汰。
格倫杜蘭在歐洲競賽的總成績：

截至2000年
| 競賽名稱   | 參賽次數 | 比賽場數 | 勝 | 和 | 負 | 入球 | 失球 |
| ---------- | -------- | -------- | -- | -- | -- | ---- | ---- |
| 歐洲盃     | 9        | 22       | 3  | 6  | 13 | 18   | 42   |
| 盃賽冠軍盃 | 8        | 20       | 4  | 4  | 12 | 17   | 45   |
| 城市展覽盃 | 4        | 8        | 1  | 1  | 6  | 9    | 21   |
| 足協盃     | 7        | 14       | 1  | 3  | 10 | 8    | 37   |
| 合計：     | 28       | 64       | 9  | 14 | 41 | 52   | 145  |

## 球會榮譽
- 愛爾蘭聯賽／北愛爾蘭超級聯賽冠軍：23
  - 1893/94年、1896/97年、1904/05年、1911/12年、1912/13年、1920/21年、1924/25年、1930/31年、1950/51年、1952/53年、
1963/64年、1966/67年、1967/68年、1969/70年、1971/72年、1976/77年、1980/81年、1987/88年、1991/92年、1998/99年、
2002/03年、2004/05年、2008/09年；
- 愛爾蘭盃：20
  - 1913/14年、1916/17年、1920/21年、1931/32年、1932/33年、1934/35年、1950/51年、1965/66年、1972/73年、1982/83年、
1984/85年、1985/86年、1986/87年、1987/88年、1989/90年、1995/96年、1997/98年、1999/00年、2000/01年、2003/04年；
- 愛爾蘭聯賽盃：6
  - 1988/89年、1990/91年、2000/01年、2002/03年、2004/05年、2006/07年；
- 北愛爾蘭城市盃：18
  - 1896/97年、1898/99年、1910/11年、1911/12年、1913/14年、1914/15年、1915/16年、1916/17年、1918/19年、1931/32年、
1950/51年、1952/53年、1956/57年、1964/65年、1966/67年、1969/70年、1972/73年、1974/75年；
- 北愛爾蘭金盃：15
  - 1916/17年、1941/42年、1950/51年、1959/60年、1961/62年、1965/66年、1976/77年、1977/78年、1982/83年、1986/87年、
1991/92年、1994/95年、1998/99年、1999/00年、2000/01年；
- 烏爾斯特盃：9
  - 1950/51年、1952/53年、1966/67年、1976/77年、1981/82年、1982/83年、1983/84年、1988/89年、1989/90年；
- 愛爾蘭聯賽汎光燈盃：2
  - 1987/88年、1989/90年；
- 安特里姆郡盾：25
  - 1900/01年、1901/02年、1910/11年、1915/16年、1917/18年、1924/25年、1930/31年、1939/40年、1940/41年、1943/44年、
1949/50年、1950/51年、1951/52年、1956/57年、1967/68年、1970/71年、1977/78年、1984/85年、1986/87年、1998/99年、
1999/00年、2000/01年、2001/02年、2002/03年、2007/08年；
- 維也納盃：1
  - 1913/14年；
- 都柏林和貝爾法斯特城際盃：1
  - 1943/44年；
- 布斯尼爾盃：1
  - 1972/73年；
- 愛爾蘭南北盃：1
  - 1961/62年；

## 球員名單
註釋：國旗表示球員在國際足聯資格規則定義的國家隊。球員可能擁有一個以上非國際足聯國籍。
| 號碼 |          | 位置 | 球員       |
| ---- | -------- | ---- | ---------- |
| 1    | 北爱尔兰 | 门将 | 摩利斯     |
| 2    | 北爱尔兰 | 后卫 | 哥連歷遜   |
| 3    | 北爱尔兰 | 中场 | 卡利尼爾   |
| 4    | 北爱尔兰 | 中场 | 克拉基     |
| 5    | 北爱尔兰 | 后卫 | 保羅利文   |
| 6    | 北爱尔兰 | 中场 | 麥卡比     |
| 7    | 北爱尔兰 | 后卫 | 施安華特   |
| 8    | 北爱尔兰 | 中场 | 科迪錫     |
| 9    | 北爱尔兰 | 前锋 | 夏利戴利   |
| 10   | 北爱尔兰 | 前锋 | 加利咸美頓 |
| 11   | 北爱尔兰 | 前锋 | 禾達禾特   |
| 12   | 北爱尔兰 | 前锋 | 保路禾斯   |
| 14   | 爱尔兰   | 中场 | 菲迪加拉度 |

| 號碼 |          | 位置 | 球員       |
| ---- | -------- | ---- | ---------- |
| 15   | 北爱尔兰 | 后卫 | 尊尼泰萊   |
| 16   | 北爱尔兰 | 后卫 | 尊尼布歷克 |
| 17   | 北爱尔兰 | 中场 | 加甸亞     |
| 18   | 北爱尔兰 | 门将 | 占士泰萊   |
| 19   | 北爱尔兰 | 后卫 | 麥貝利     |
| 20   | 北爱尔兰 | 前锋 | 蘇特咸     |
| 21   | 北爱尔兰 | 中场 | 安祖夏爾   |
| 22   | 北爱尔兰 | 中场 | 占美加歷查 |
| 23   | 北爱尔兰 | 后卫 | 哈利斯     |
| 24   | 北爱尔兰 | 后卫 | 積遜希爾   |
| 25   | 北爱尔兰 | 中场 | 麥高維倫   |
| 33   | 北爱尔兰 | 中场 | 基爾斯比   |
| 00   | 北爱尔兰 | 中场 | 賴恩貝利   |

## 著名球員
| - （Billy Bingham） - （Danny Blanchflower） - Gary Blackledge - Barney Bowers - Tommy Briggs - Tommy Breen - Walter Bruce - Billy Caskey - Jim Cleary - Liam Coyle | - Peter Doherty - Alex Elder - Stuart Elliott - Johnny Jameson - Andy Kennedy - Andy Kirk - （Glen Little） - Jimmy McAlinden - Gary McCartney - Jimmy McIlroy | - Con Martin - Terry Moore - Gerry Mullan - Fred Roberts - Alex Young - Chris Walker |

## 歷任領隊
| 任教年期   | 領隊           |
| ---------- | -------------- |
| 1932－34年 | Billy McStay   |
| 1934－35年 | David Reid     |
| 1936－38年 | Sam Jennings   |
| 1939－40年 | Louis Page     |
| 1945－47年 | Frank Thompson |
| 1948－55年 | Frank Grice    |
| 1955－57年 | Jim McIntosh   |
| 1958年     | Ken Chisholm   |
| 1958－59年 | Johnny Neilson |
| 1959－60年 | Tommy Briggs   |
| 1960－61年 | Len Kane       |
| 1961－62年 | Harry Walker   |
| 1962－64年 | Isaac McDowell |
| 1964－66年 | Billy Neil     |
| 1966－68年 | John Colrain   |

| 任教年期   | 領隊                         |
| ---------- | ---------------------------- |
| 1968年     | Alex Young                   |
| 1968－71年 | Peter McFarland              |
| 1971－72年 | Kieran Dowd                  |
| 1972年     | Alex McCrae                  |
| 1972－74年 | George Eastham               |
| 1974－77年 | Bobby McGregor               |
| 1977－79年 | Arthur Stewart               |
| 1979－84年 | Ronnie McFall                |
| 1985－87年 | Billy Johnston               |
| 1987－93年 | Tommy Jackson                |
| 1993－94年 | Robert Strain                |
| 1994－97年 | Tommy Cassidy                |
| 1997－06年 | 莱伊·哥尔（Roy Coyle）       |
| 2006－07年 | 保罗·米勒（Paul Millar）     |
| 2007-現在  | 艾伦·麦当奴（Alan McDonald） |

## 趣聞
- 1995年格倫杜蘭與連菲特在拆禮物日進行傳統大戰，球賽在舖滿積雪的草坪上進行，供雪地用的橙色足球在上半場損壞了，但沒有後備的橙色足球，兩隊只有在白茫茫的雪地，使用白色的足球進行餘下時間的比賽。這宗意外被BBC的《體育問題》（A Question of Sport）選作「接著甚樣」（What Happened Next）環節的問題[22]。
- 1985年「兩大」的愛爾蘭盃決賽出現另一著名事件：格倫杜蘭的支持者帶同一隻球隊象徵的雄雞進場，同時還帶同一隻漆上對手連菲特的隊色紅、白及藍色的豬，兩隻動物在比賽進行時一直留在邊界外[23]。
- 在莱伊·哥尔（Roy Coyle）首次帶隊晉身盃賽決賽，哥尔將帶領球隊出場的榮譽讓給長期服務的球衣管理員（Kitman）特迪·霍纳（Teddy Horner）。

## 外部連結
- 格伦杜兰官方网站 （页面存档备份，存于）
- Glentoran Community Trust - the first ever Supporters Trust in Northern Ireland （页面存档备份，存于）
- Rest in East - Fans' Campaign to keep the club in East Belfast
- Forza TV - Glentoran Match Highlights & Interviews
- BallymacGSC.com - Popular Supporters Club Website & Away Bus Information （页面存档备份，存于）
- Irish Football Club Project
- nifootball.co.uk (fixtures, results and tables of all leagues in Northern Ireland) （页面存档备份，存于）